# Puente de tierra

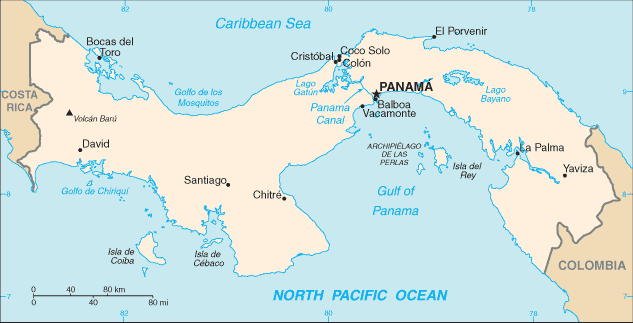
El Istmo de Panamá es un puente de tierra cuya aparición hace 3 millones de años permitió el Gran Intercambio Americano.

Evolución del Puente de Beringia.

Un puente de tierra, puente terrestre o puente continental, en biogeografía, es un istmo o amplia conexión entre áreas terrestres de otra manera separadas. A lo largo de la Historia han permitido a animales y plantas terrestres cruzar y colonizar nuevas tierras. Los puentes de tierra pueden ser creados por regresión marina, en la que el nivel del mar cae, exponiendo zonas someras de poca profundidad, antes secciones sumergidas de la plataforma continental; o cuando se crean nuevas tierras por la tectónica de placas; u ocasionalmente cuando el fondo del mar se eleva debido a la recuperación post-glacial después de una glaciación.

## Ejemplos destacados
Algunos destacados ejemplos de puentes terrestres son los siguientes:
- el puente de tierra de Beringia, que intermitentemente conectó Siberia con Norteamérica cuando el nivel del mar subió y bajo el efecto de las edades de hielo;
- el istmo de Panamá, cuya aparición hace 3 millones de años permitió el Gran Intercambio Americano;
- la península del Sinaí, que vincula África y Eurasia;
- la Doggerland, una antigua masa de tierra en el sur del mar del Norte que conectaba la isla de Gran Bretaña a la parte continental europea durante la última edad de hielo.
- el puente de Adán, es una cadena de arrecifes y bancos de arena entre la India y Sri Lanka.

## La teoría de los puentes de tierra
En el siglo XIX una serie de científicos observaron similitudes geológicas y zoológicas desconcertantes entre zonas muy distantes entre sí. Para resolver estos problemas, 

(...) cada vez que los geólogos y paleontólogos estaban ante una pérdida para explicar las obvias similitudes transoceánicas de la vida que deducían de los registros fósiles, afilaban sus lápices y trazaban puentes terrestres entre los continentes apropiados.
(…) whenever geologists and paleontologists were at a loss to explain the obvious transoceanic similarities of life that they deduced from the fossil records, they sharpened their pencils and sketched land bridges between appropriate continents.
William R. Corliss

El concepto fue propuesto por primera vez por el geólogo suizo-estadounidense Jules Marcou (1824–98) en Lettres sur les roches du Jura.
Algunos de esos hipotéticos puentes de tierra fueron los siguientes:
- Lemuria, en el océano Índico;
- Archiboreis, en el Atlántico Norte;
- Archatlantis, de las Antillas al norte de África;
- Archhelenis, desde Brasil a Sudáfrica;
- Archigalenis, desde América Central a través de Hawái hasta el noreste de Asia;
- Archinotis, desde América del Sur a la Antártida.

Todos ellos quedaron obsoletas con la aceptación gradual de la deriva continental y el desarrollo de la tectónica de placas a mediados de siglo XX.